# Ottavia maggiore
Ottavia maggiore (latino: Octavia Maior; fl. I secolo a.C.) è stata una nobildonna romana, figlia maggiore di Gaio Ottavio e della sua prima moglie Ancaria. Era così sorellastra di Ottavia minore e del primo imperatore romano Augusto.

## Biografia
Poco si sa della sua vita e Plutarco ci riferisce solamente di una figlia di Gaio Ottavio, confondendo spesso le due.
Ottavia maggiore era sposata con Sesto Appuleio, Flamen Iulialis.. Hanno avuto probabilmente due figli, Sesto Appuleio, console ordinario nel 29 a.C. con lo zio Augusto e un secondo figlio chiamato Marco Appuleio, console nel 20 a.C. Dal figlio Sesto ebbe un nipote, anche lui di nome Sesto Appuleio, console nel 14. L'ultimo discendente di Ottavia maggiore è il suo bisnipote, chiamato anche lui Sesto Appuleio, figlio di suo nipote e di sua moglie, Fabia Numantina.